# Trójguzkowce
Trójguzkowce (†Trituberculata) – całkowicie wymarłe drobne zwierzęta ssakokształtne. Ich szczątki znaleziono w mezozoicznych pokładach pochodzących z 215–85 mln lat. Na podstawie znalezionych zębów i kilku fragmentów czaszki, stwierdzić można, że odżywiały się głównie owadami. Ich cechą charakterystyczną są zęby trzonowe z trzema guzkami (tuberculum) ustawionymi w kształcie symetrycznego trójkąta.
Trójguzkowce dzieli się na dwie grupy:
- eupantotery (†Eupantotheria) – od nich prawdopodobnie wywodzą się torbacze i łożyskowce
- symetrodonty (†Symmetrodonta) – boczna gałąź, wymarła bez śladu.

Niektórzy autorzy zaliczali do trójguzkowców także trykonodonty (†Triconodonta); większość autorów nie zalicza ich jednak do tej grupy.